# Avenida Andrés Avelino Cáceres (Lima)
La Avenida Andrés Avelino Cáceres es una avenida ubicada entre los distritos de Miraflores y Surquillo, en la ciudad de Lima, capital del Perú.

## Recorrido
La avenida inicia en el cruce con la avenida Ricardo Palma, en el límite entre Miraflores y Surquillo, recorre el límite entre los dos distritos a lo largo de seis cuadras, hasta llegar al cruce con la avenida República de Panamá, terminando entonces abruptamente.
A lo largo de su trayecto, se encuentran varios negocios y tiendas, así como también edificios residenciales. Además, se encuentra la estación de bomberos de la Compañía de Bomberos N° 28 del distrito de Miraflores.